# Quirino Majorana
Quirino Majorana (28 de outubro de 1871 — 31 de julho de 1957) foi um físico experimental italiano.
Majorana investigou uma ampla faixa de fenômenos durante sua carreira de professor de física na Universidade de Roma "La Sapienza", Instituto Politécnico de Turim (1916–1921), e Universidade de Bolonha (1921–1934).

## Obras
Majorana realizou uma série de experimentos muito sensíveis sobre blindagem gravitacional de 1918 a 1922, que não tornaram mais a serem repetidos. Seus experimentos determinaram que o mercúrio ou o chumbo em torno de uma esfera de chumbo suspensa agem como um filtro, diminuindo ligeiramente a força gravitacional da terra.  Nenhuma tentativa foi feita para reproduzir seus resultados usando a mesma técnica experimental. Outros pesquisadores concluíram com outros dados que se a blindagem gravitacional existe de fato, então deve ser no mínimo cinco ordens de magnitude menor do que os experimentos de Majorana sugerem.
Crítico da teoria da relatividade de Albert Einstein, tentou contestar o postulado de Einstein sobre a constância da velocidade da luz, mas falhou em seu intento e portanto seus experimentos confirmaram o postulado de Einstein. Majorana também confirmou a lei da gravitação universal de Isaac Newton com grande precisão.
Seu trabalho posterior na Universidade de Bolonha foi influenciado por correspondência com seu sobrinho Ettore Majorana (1906–1938), também um físico de grande mérito.

## Publicações
- Quirino Majorana, "Su di un fenomeno fotoelettrico constabile con gli audion," Rendiconti Accademia dei Lincei, V7, pp. 801–806 (1928).
- Quirino Majorana, "Azione della luce su sottili lamine metalliche," La Ricerca Scientifica National Research Council, V1 (1935).
- Quirino Majorana, "Agli albori dell'eletricità.  Galvani e la scienza moderna," Sapere, pp. 261–265 (Oct 1937).
- Quirino Majorana, "Ulteriori ricerche sull'azione della luce su sottili lamine metallische," Il Nuovo Cimento, V15, pp. 573–593 (1938).